# Erythrococca anomala
Erythrococca anomala là một loài thực vật có hoa trong họ Đại kích. Loài này được (Juss. ex Poir.) Prain mô tả khoa học đầu tiên năm 1911.